# ハラゼパム
ハラゼパム(Halazepam)は、ベンゾジアゼピンの誘導体である。米国ではPaxipam、スペインではAlapryl、ポルトガルではPacinoneの商標で市販されている。

## 医療用途
ハラゼパムは、不安症の治療に用いられている。

## 副作用
副作用としては、眠気、混乱、めまい、鎮静等がある。口内の乾燥や吐き気を含む消化器系の副作用も報告されている。

## 薬物動態及び薬力学
薬物動態及び薬力学については、1998年6月15日に発行されたCurrent Psychotherapeutic Drugsに以下のように記述されている。
| 活性の開始           | 普通から遅い                                                 |
| 血漿中での半減期     | 14時間、代謝物では30-100時間                                 |
| 血漿中でのピーク濃度 | 1-3時間、代謝物では3-6時間                                   |
| 代謝                 | 肝臓でデスメチルジアゼパムまたは3-ヒドロキシハラゼパムに代謝 |
| 排出                 | 腎臓を通して排出                                             |
| タンパク質結合       | 98%が血漿タンパク質に結合                                    |

## 規制
麻薬取締局により、規制物質法のスケジュールVIとして規制対象となっている。

## 商業生産
ヘラゼパムはSchlesinger Walterによって米国で発明され、1981年に抗不安薬として市販された。しかし売上げ不振のために市場から撤退し、現在米国で市販のものを手に入れることはできない。